# NGC 2273
NGC 2273 في الفهرس العام الجديد، هي مجرة، تقع في كوكبة الوشق. اكتشفت في 1867 بواسطة نيلس كريستوفر دونير.

## روابط خارجية
- NGC 2273 على موقع ويكي سكاي: DSS2, SDSS, GALEX, IRAS, Hydrogen α, X-Ray, Astrophoto, Sky Map, Articles and images